# 蒙佩鲁 (埃罗省)
蒙佩鲁（法語：Montpeyroux，法語發音：[mɔ̃peʁu]）是法国埃罗省的一个市镇，属于洛代沃区。

## 地理
蒙佩鲁（43°41'43"N, 3°30'23"E）面积22.42 平方千米，位于法国奧克西塔尼大區埃罗省，该省份为法国南部沿海省份，南濒地中海，西南接奥德省，西北接塔恩省和阿韦龙省，东北与加尔省接壤。
与蒙佩鲁接壤的市镇（或旧市镇、城区）包括：阿尔博拉、圣安德烈-德桑戈尼斯、圣吉耶姆勒代塞尔、圣让德福斯、圣普里瓦、圣萨蒂南德吕西扬、拉瓦克里和圣马丹德卡斯特里。

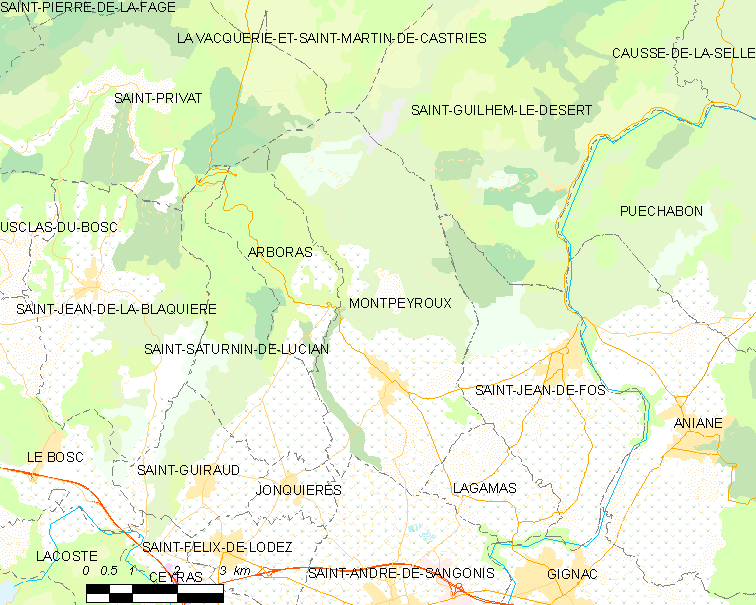
的OSM定位图

蒙佩鲁的时区为UTC+01:00、UTC+02:00（夏令时）。

## 行政
蒙佩鲁的邮政编码为34150，INSEE市镇编码为34173。

## 政治
蒙佩鲁所属的省级选区为日尼亚克县。

## 人口

1962-2008年间人口变化图示

蒙佩鲁于2022年1月1日时的人口数量为1418人。